# Sümeg

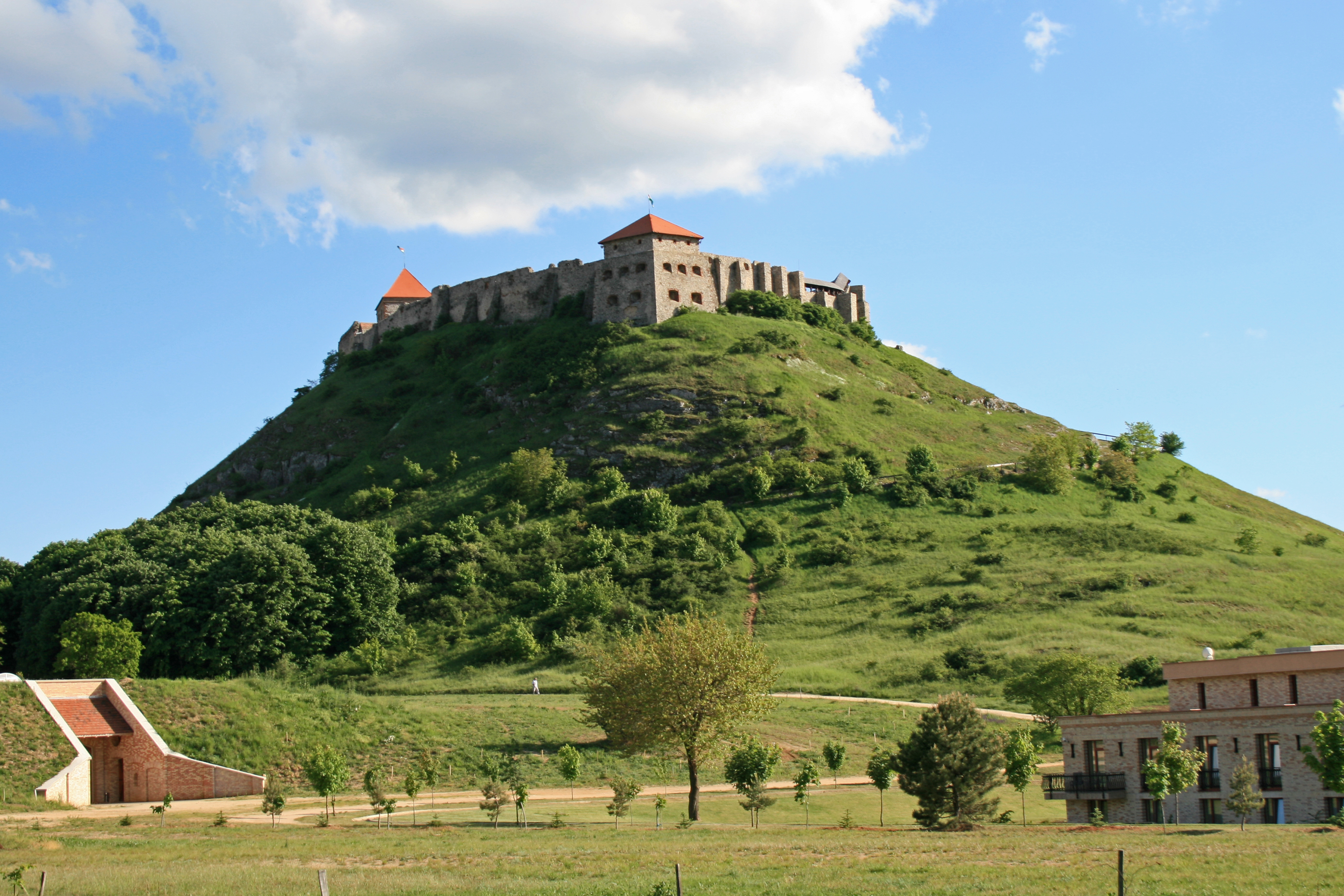
Burg Sümeg

Sümeg (deutsch Schimeck, kroatisch Šimeg) ist eine ungarische Stadt im gleichnamigen Kreis im Komitat Veszprém. Der Ort ist vor allem für seine Burg bekannt.

## Geographie
Sümeg liegt am westlichen Rand des Bakonywalds, 49 Kilometer südwestlich des Komitatssitzes Veszprém, 16 Kilometer nordwestlich von Tapolca und 24 Kilometer von nordwestlichen Ufer des Balaton entfernt.

## Geschichte
Bereits in der Bronzezeit war die Gegend um Sümeg besiedelt. Aus dieser Zeit finden sich Grabstätten, Steinäxte, Graburnen und andere Utensilien. Aus der Zeit des Römischen Reichs fand man Ende des 19. Jahrhunderts ein römisches Militärlager (Castrum) und römische Wohnhäuser. Die Fundstücke befinden sich im Stadtmuseum.
Im 13. Jahrhundert wurde die Burg Sümeg auf einem 270 m hohen Kalksteinhügel über der Stadt erbaut. Diese Burg hatte seit der Zeit der Türkenkriege eine militärische Bedeutung. Als die strategische Bedeutung nachließ, verfiel die Burg.
Im Jahr 1643 erhielt Sümeg das Stadtrecht. Die Wirtschaftsleistung der Stadt wuchs damit. Dadurch kamen Handwerker und Adelige in die Stadt. Eine Stadtmauer wurde gebaut sowie auch ein Kloster und eine Kirche des Franziskanerordens. Im Jahr 1700 zerstörte ein Brand fast die gesamte Stadt. Überliefert wird, dass nur das Franziskanerkloster und vier Ziegelhäuser erhalten blieben. Für den folgenden Wiederaufbau galt das Gebot, innerhalb der Stadtmauern nur Steinhäuser bauen zu dürfen, um einen erneuten Brand zu verhindern.
1552 wurde der Bischofssitz vom durch die Türken besetzen Veszprém nach Sümeg verlegt, Bischof Biró Márton Padányi ließ 200 Jahre später den Bischofspalast erbauen und rief Franz Anton Maulbertsch nach Sümeg, dessen Freskenmalereien in den Kirchen der Stadt zu bewundern sind. Diese Entwicklung führte Gelehrte und Schriftsteller nach Sümeg. Barocke Bürgerhäuser entlang der früheren Stadtmauern sind Zeugen der damaligen Entwicklung der Stadt.
Zur Zeit der Aufstände von Rákóczi spielte die Burg ein weiteres Mal eine militärische Rolle. In der Zeit von 1703 bis 1709 wurde die Burg von den Aufständischen erobert. Im Jahr 1709 wurde sie von kaiserlichen habsburgischen Truppen wiedererobert, in den Jahren 1713 und 1726 in Brand gesteckt sowie dem Verfall überlassen.
Im 19. Jahrhundert machte sich Sümeg über Ungarn hinaus als Ort des Weinhandels einen Namen. Der Unternehmer Vince Ramassetter (1806–1878) baute ein Weingut sowie ein Handelsunternehmen auf, das seine Produkte in ganz Europa verkaufte. Weitere bedeutende Sümeger Persönlichkeiten dieser Zeit auf dem Gebiet des Weinbaus waren der Sektpionier Lajos Rosty (1769–1839) sowie der Önologe Ferenc Entz (1805–1877).
Im Jahr 1913 gab es in der damaligen Großgemeinde 863 Häuser und 5712 Einwohner auf einer Fläche von 12.111 Katastraljochen. Sie gehörte zu dieser Zeit zum Bezirk Sümeg im Komitat Zala.

## Kultur und Sehenswürdigkeiten
Bekannteste Sehenswürdigkeit der Stadt ist die Burg, die auf einem Hügel über dem Ort thront. Heute finden in den sanierten Mauern der Ruine Ritterspiele und verschiedene Veranstaltungen statt.
Sümeg ist seit 250 Jahren auch ein Wallfahrtsort. Die Gnadenstatue der Heiligen Jungfrau Maria in der Franziskanerkirche findet jeden September Besucher. Es handelt sich um eine aus Holz geschnitzte sitzende Marien-Figur (Pietà), die den Leichnam ihres Sohnes beweint. Das angrenzende, Mitte des 17. Jahrhunderts gegründete Franziskanerkloster wurde nach einer Unterbrechung in der kommunistischen Zeit 1989 wieder vom Franziskanerorden besiedelt.
In der Deák-Ferenc-Straße befindet sich die Pfarrkirche, die Mitte des 18. Jahrhunderts im Spätbarockstil erbaut wurde. Die Fresken im Kircheninneren wurden von Franz Anton Maulbertsch gemalt.
Ein weiteres Gebäude im Barockstil ist der im 18. Jahrhundert erbaute ehemalige Bischofspalast (Püspöki palota). Er befindet sich am Szent István tér (St. Stephan-Platz). Das in der kommunistischen Zeit als Internat genutzte und damals stark verfallene Gebäude wurde Anfang des 21. Jahrhunderts saniert und dient seit 2011 als Museum und Ausstellungsort; in den ebenfalls sanierten Kellereien befindet sich eine Weinhandlung sowie Verkostungsräume.
Den Verlauf der ehemaligen Stadtmauer kann man in den Straßen der Stadt sehen. Von der Mauer ist ein Abschnitt von ungefähr 1 km erhalten. In der Stadt befinden sich einige Herrenhäuser. Das Geburts- und Sterbehaus des Dichters Sándor Kisfaludy (1772–1844) am Kirchplatz wurde zu einem Museum umgebaut.
Im Jahr 1960 wurde auf dem westlich der Stadt gelegenen Hügel Mogyorós-Domb ein 5000 Jahre altes Fürstengrab entdeckt. Dieses ist als Freilichtmuseum zugänglich.
Südlich liegt die Ördögigafa-Buche.

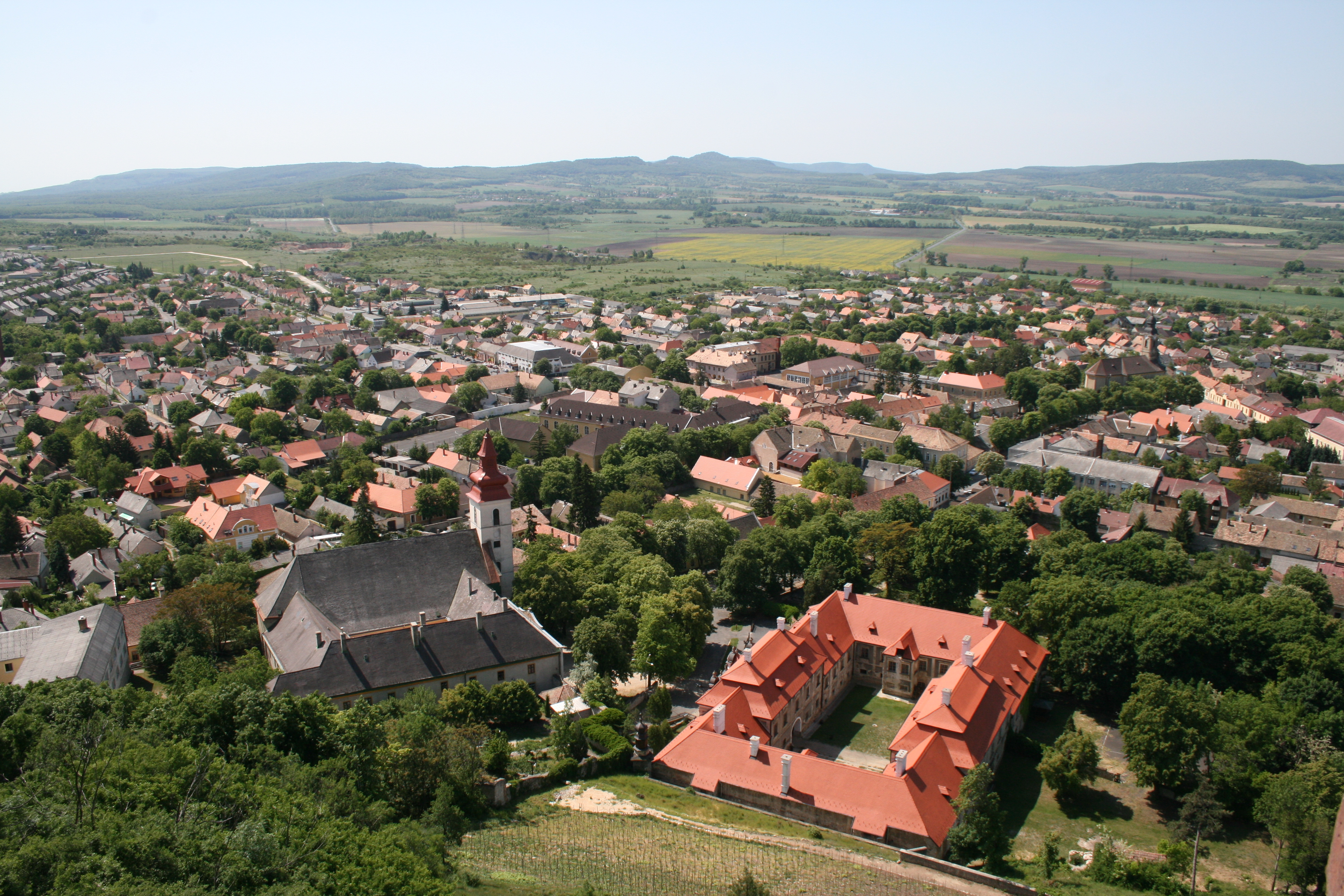
Aussicht auf die Stadt Sümeg von der Burg Sümeg
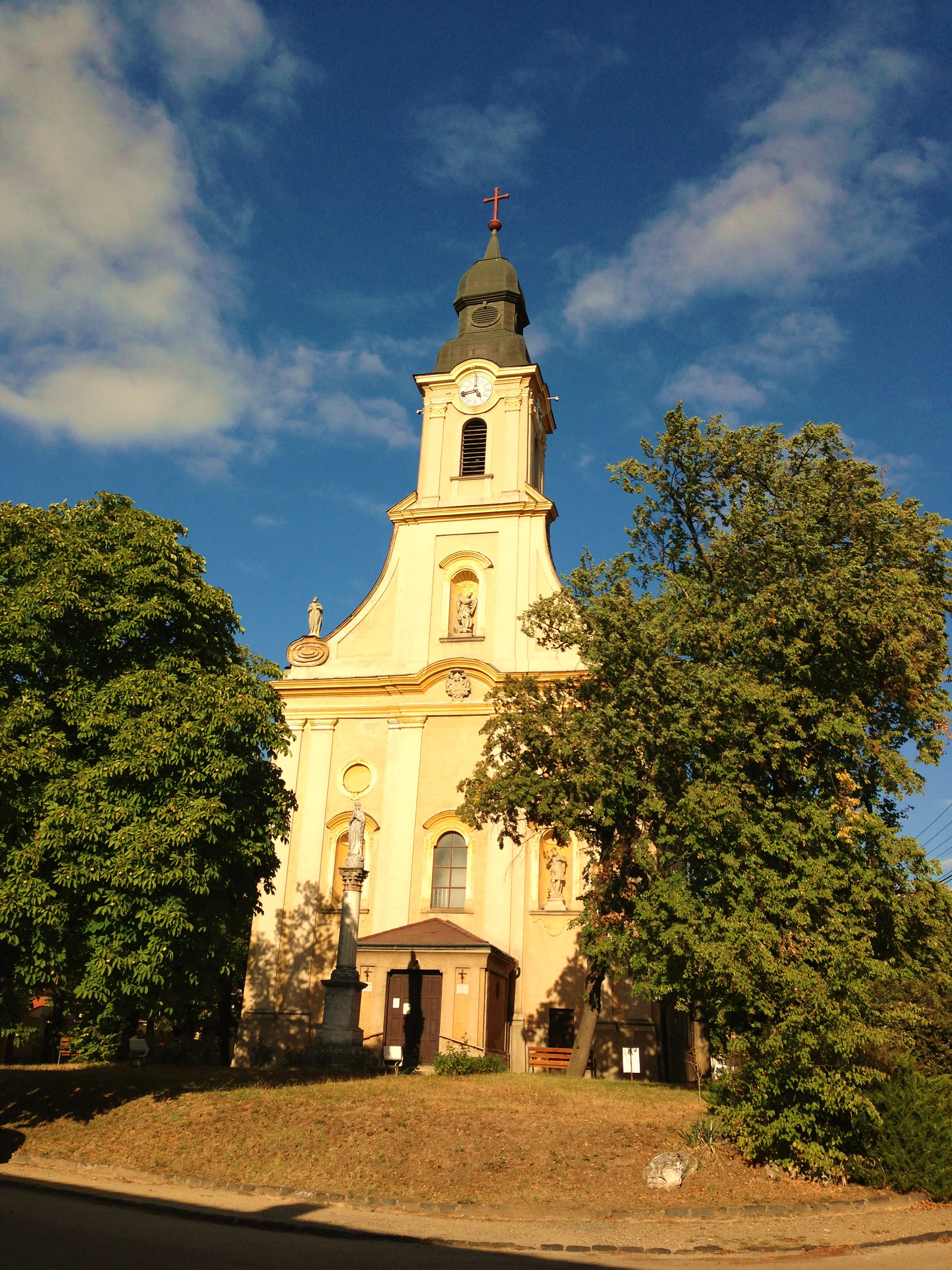
Pfarrkirche Sümeg
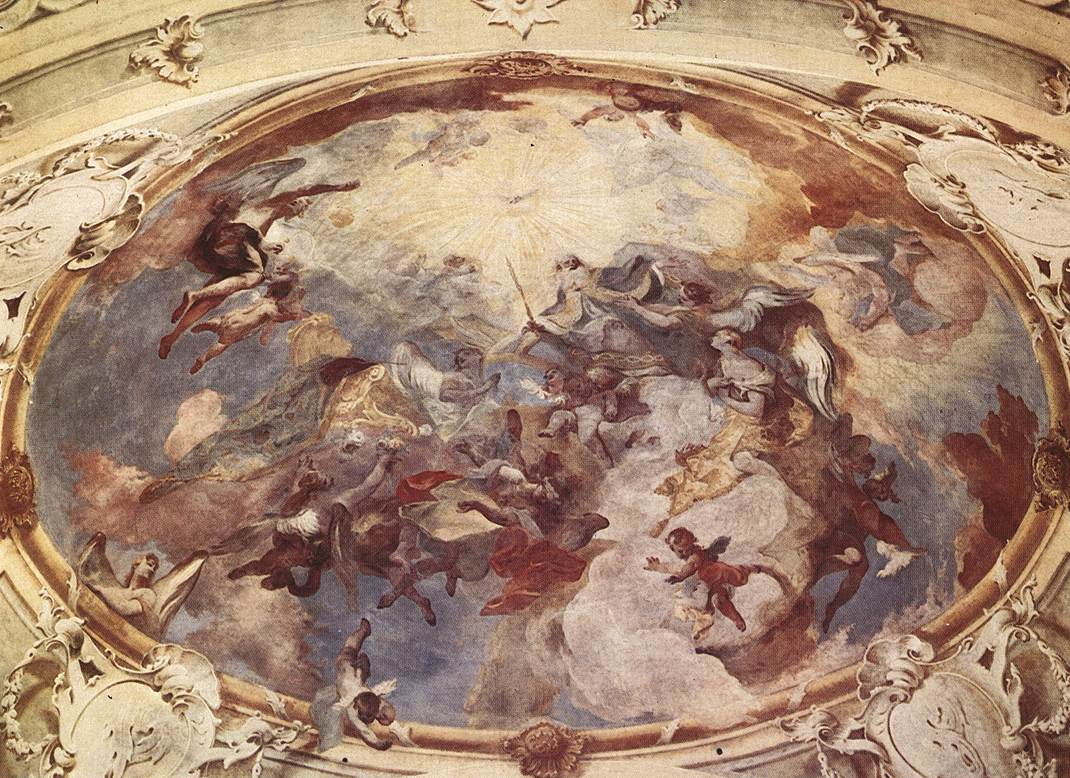
Deckenfresko von Franz Anton Maulbertsch, 1785, Pfarrkirche Sümeg
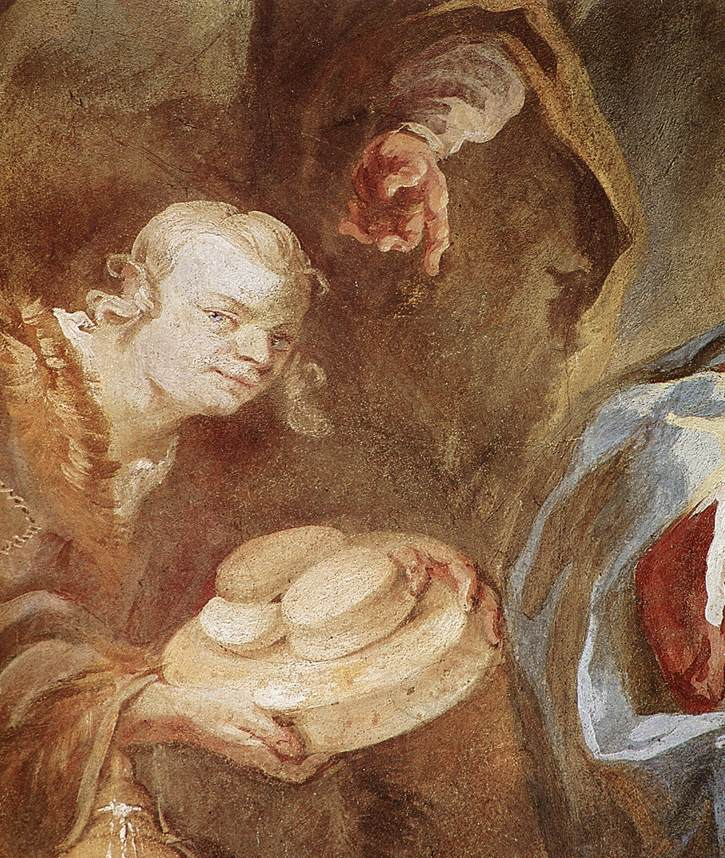
Fresko Die Anbetung der Hirten von Franz Anton Maulbertsch, Detail, 1758, Pfarrkirche Sümeg

## Söhne und Töchter der Stadt
- Sándor Kisfaludy (1772–1844), Dichter
- Josef Székely (1838–1901), Fotograf und Chemiker
- Vilmos Vázsonyi (1868–1926), Politiker, Jurist und Minister
- Eugenio Lipschitz (1883–1944/45), Einzelhändler, NS-Opfer
- Kati Zoób (* 1957), Modedesignerin und Gründerin des Modehauses Katti Zoób

## Städtepartnerschaften
Es bestehen folgende Städtepartnerschaften:
- Aichtal, Deutschland, seit 1990
- Kościan, Polen, seit 2004
- Sovata, Rumänien, seit 1998
- Tapolca, Ungarn, seit 2007
- Vobarno, Italien, seit 2208